# Moran
Moran — японская рок-группа, официально существующая с 2008-го по 2015 год. Исполняла музыку в жанре вижуал-кэй. Синглы и альбомы Moran неоднократно занимали лидирующие места в национальном хит-парад Японии Oricon.

## История
Группа была собрана в конце 2007 года вокалистом Хитоми, ударником Соаном (коллега по бывшей группе Хитоми — Fatima), гитаристом Вело и бас-гитаристом Зиллом. Первое выступление Moran состоялось 29 марта 2008 года в Takadanobaba Area. Коллектив заключил контракт с лейблом SpeedDisk и выпустил три сингла: «Element» (25.06.2008), «Mokka no Nukarumi» (23.07.2008), «kimi no i ta gosenfu» (12.11.2008). Также в 2008 году состоялось несколько совместных концертов Moran с такими группами, как Sugar и DaizyStripper.
В конце 2009 года группу покинул Вело, поэтому начало 2009 года Moran встретили уже в составе трёх человек. Участники сделали всё возможное, чтобы группа не распалась, и уже 18.03.2009 вышел их четвертый сингл «Helpless», а 22.07.2009 — первый мини-альбом Heroine. Но вскоре у Зилла начались проблемы со здоровьем, из-за чего группа стала часто брать перерывы. Несмотря на плохое физическое состояние, басисит очень хотел принять участие в мероприятии, посвящённом Jasmine You в августе 2010 года. 23 июля 2010 стало известно, что Зилл ушёл из жизни, в связи с чем коллектив взял паузу на неопределённый срок.
Через какое-то время к группе присоединился гитарист Сицна из ранее распавшихся Sugar, и группа возобновила деятельность. 14 октября в Shibuya O-East состоялось выступление группы под названием «Stand By Me», которое было посвящено памяти Зилла. 23 марта 2011 Moran выпустили второй мини-альбом Apples, в котором также не забыли о Зилле (в буклете, прилагающемся к диску отдельная страница посвящена ему).
Далее вышел пятый сингл «Tricolour» (20.07.2011), а зимой 2012 года — синглы «L’oiseau Bleu» и «SNOWING». В июне участники порадовали пополнением в составе. К ним присоединились басист Айви (Remming, Grevious) и второй гитарист Виви (DragonWAPPPPPPER). За этим последовал выход восьмого сингла «Eclipse», записанного в составе пяти человек. Зимой 2013 года был выпущен первый полноформатный альбома 「jen: ga」 (20.02.2013) и стартовал тур в его поддержку — «Tower of jenga».
Летом 2015 года участники группы решили прекратить деятельность коллектива и продолжить выступать в музыкальном направлении отдельно. 21.09.2015 группа прекратила свое существование.

## Распад группы
«С момента своего образования Moran следовали концепции «абсолютного искусства», смешения моды и музыки; тем не менее, по окончании нашего сольного концерта 21 сентября в Zepp DiverCity Tokyo группа прекратит свое существование.
За прошлый год группе пришлось столкнуться с множеством разногласий, неприятностей и различных точек зрения. После неоднократных обсуждений между участниками мы посчитали, что наилучшим решением положить всему этому конец станет роспуск группы.
Спасибо всем нашим фанатам, Holics, и стаффу за поддержку.
Именно благодаря вам нам удалось добиться таких высот.
Наша деятельность прекратится 21 сентября, однако мы надеемся, что до этого момента вы сумеете поддержать Moran.
Участники Moran». Архивная копия от 24 февраля 2017 на Wayback Machine

## Дискография
Макси-синглы
- 2008 — «Element»
- 2008 — «Mokka no Nukarumi»
- 2008 — «kimi no i ta gosenfu»
- 2009 — «Helpless»
- 2011 — «Tricolore»
- 2012 — «L’oiseau Bleu»
- 2012 — «SNOWING»
- 2012 — «Eclipse»
- 2013 — «hollow man»

Мини-альбомы
- 2009 — Heroine
- 2011 — Apples

Альбомы
- 2009 — Replay
- 2013 — 「jen: ga」

## Состав группы
- Хитоми — вокал
- Сицна — гитара
- Виви — гитара
- Айви — бас-гитара
- Соан — ударные

Бывшие участники
- Вело — гитара
- Зилл — бас-гитара †

Гастрольное сопровождение
- Хаку — бас-гитара
- Синго — бас-гитара